# Elysia evelinae
Elysia evelinae är en snäckart som beskrevs av Er. Marcus 1957. Elysia evelinae ingår i släktet Elysia och familjen sammetssniglar. Inga underarter finns listade i Catalogue of Life.